# Capella as Racó
La Capella as Racó és una obra de Begur (Baix Empordà) inclosa a l'Inventari del Patrimoni Arquitectònic de Catalunya.
Capella de planta rectangular d'una nau, amb absis de punt rodó. Encarada a la casa del metge Coll, on hi ha la façana amb l'entrada de punt rodó (senzilla) flanquejada per 2 finestres allargassades i estretes. Aquesta zona resta separada del frontó del teulat per una franja ceràmica (d'obra). El frontó clou amb un petit campanar d'espadanya. Al bell mig del frontó hi ha una finestra d'arc de punt rodó.
El teulat vola una mica i recull la sanefa abans esmentada per unir-se al volat del teulat pels laterals (que són opacs). La façana lateral dreta té el cos de la sagristia que li sobresurt (a l'alçada de l'absis) amb coberta planera a 3 aigües. La façana posterior té l'absis semicircular i testera del teulat. La cornisa dels teulats és de rasilles. De color blanc.

## Història
Pertanyia a la casa Coll.